# Lorraine Senna
Lorraine Senna (parfois créditée sous le nom de Lorraine Senna Ferrara) est une réalisatrice de cinéma et de télévision américaine.

## Carrière
En tant que réalisatrice de télévision, ses crédits incluent Dynastie, Scandales à l'Amirauté, Trapper John, MD, Fame, Falcon Crest, Homefront, Docteur Quinn, femme médecin, Babylon 5, Bienvenue en Alaska, Loïs et Clark : Les Nouvelles Aventures de Superman, Un drôle de shérif et Les Soprano. Elle est la seule femme à avoir réalisé un épisode des Soprano. De 1978 à 1982, elle a été assistante réalisatrice sur quelques téléfilms et sur la série Côte Ouest, faisant ses débuts en tant que réalisatrice sur cette série.
De 1996 à 2005, elle réalise plusieurs téléfilms, à commencer par Notre Fils, l'entremetteur . En 2006, elle sort son premier long-métrage de cinéma Paradise, Texas. L'année suivante, elle sort le film Americanizing Shelley, à l'heure actuelle son dernier crédit cinématographique.